# Bicaz
Bicaz é uma cidade da Romênia com 8.911 habitantes, localizada no judeţ (distrito) de Neamţ.